# L'Ajoupa-Bouillon
L'Ajoupa-Bouillon é uma comuna francesa no departamento ultramarino da Martinica. Estende-se por uma área de 12.30 km², e possui 1.815 habitantes, segundo o censo de 2018, com uma densidade de 150 hab/km².